# (464574) 2016 CG69
(464574) 2016 CG69 es un asteroide perteneciente al cinturón de asteroides, descubierto el 3 de diciembre de 1996 por el equipo Spacewatch desde el Observatorio Nacional de Kitt Peak (Arizona, Estados Unidos).